# پلیموث (ماساچوست)
پلیموت(به انگلیسی: Plymouth) شهرکی در شهرستان پلیموت ایالت ماساچوست می‌باشد که در سال ۱۶۲۰ بنیان‌گذاری شده‌است. این شهرک در سرشماری سال ۲۰۱۰ میلادی، ۵۶٬۴۶۸ نفر جمعیت داشته‌است.